# 源師仲
源 師仲（みなもと の もろなか）は、平安時代後期の公卿・歌人。村上源氏、権中納言・源師時の三男。官位は従二位・権中納言。伏見源中納言と呼ばれる。

## 経歴
鳥羽院政期前期の天承2年（1132年）従五位下に叙爵し、長承2年（1133年）従五位上、保延2年（1136年）正五位下・侍従に叙任される。保延4年（1137年）左近衛権少将に任ぜられると、保延5年（1138年）従四位下、保延6年（1139年）従四位上、康治元年（1142年）正四位下、康治3年（1144年）右近衛権中将と、鳥羽院政期前半は近衛次将を務めながら順調に昇進した。しかし、鳥羽院政期後半は昇進が沈滞し、近衛中将のまま10年以上留め置かれる。
鳥羽院政期末の久寿3年（1156年）2月に蔵人頭（頭中将）に任ぜられると、同年4月には早くも参議に任ぜられて公卿に列し、9月には従三位に昇叙された。保元3年（1158年）8月に二条天皇へ譲位した後白河上皇の院政開始後、上皇の乳母夫藤原通憲（信西）と寵臣藤原信頼が対立を深めていった局面では、信頼に接近。信西打倒のための武力蜂起計画に関与し、伏見の自領を信頼の武芸の訓練のために提供した。
平治元年（1159年）4月に権中納言に昇進する。同年12月にかねてからの計画通り信頼や源義朝らと共に挙兵（平治の乱）。上皇と上西門院を内裏に幽閉するに当たり、その護送用の車を用意するという任務を果たしている。当初、戦局は信頼方に有利に展開するが、藤原惟方・藤原経宗らが敵方に寝返り二条天皇を内裏から脱出させたことで状況は一変、上皇も脱出し、信頼らは賊軍としての立場に追い込まれる。こうした情勢を見て師仲は、味方陣中にあった三種の神器の一つである八咫鏡などを自らの手中に納め、早くも降伏を想定した保身行動に入っていたとされる。
やがて信頼・義朝らの敗戦を見届けた後、神鏡を姉小路東洞院にあった自邸に保管し、六波羅に出頭する。しかし八咫鏡を守った功による減刑は認められず、永暦元年（1160年）3月31日に下野国に配流となった。この際、配所に赴く途上で詠んだ歌が、後に『千載和歌集』に収録されている。
仁安元年（1166年）に赦され、3月29日に帰洛。戦前の位階である正三位に復位し、翌仁安2年（1167年）従二位に進んでいる。しかし散位に留められて官職に就くことはなかった。承安2年（1172年）5月16日薨去。享年57。最終官位は前権中納言従二位。
嫡男である源雅仲は舞の達人としては知られていたが、正五位下大宮権亮に終わり、永久の変以降の不振に喘いでいた源俊房流は歴史の表舞台から姿を消すことになる。

## 官歴
『公卿補任』による。
- 天承2年（1132年） 正月5日：従五位下（一品宮御給）
- 長承2年（1133年） 正月2日：従五位上（朝覲行幸次、散位）
- 保延2年（1136年） 3月23日：正五位下（鳥羽勝光明院供養行幸日、女院御給）。12月21日：侍従
- 保延4年（1137年） 正月22日：左近衛権少将
- 保延5年（1138年） 正月5日：従四位下（女院御給）、去少将。正月24日：左近衛権少将
- 保延6年（1139年） 正月20日：従四位上（女院御給）。3月27日：兼播磨権介
- 康治元年（1142年） 11月26日：正四位下（新院御給）
- 康治3年（1144年） 正月24日：右近衛権中将
- 久安3年（1147年） 正月28日：兼備前権介
- 久寿3年（1156年） 2月5日：蔵人頭。4月6日：参議。9月13日：従三位（故太政大臣家土御門亭為春宮御所之時御着袴賞）
- 保元2年（1157年） 正月24日：兼越前権守。4月26日：辞権守以資保申任
- 保元3年（1158年） 11月26日：正三位（臨時）
- 保元4年（1159年） 4月6日：権中納言。12月28日：解官（依信頼卿縁坐也）
- 永暦元年（1160年） 3月11日：配流下野国
- 仁安元年（1166年） 3月29日：召返。10月21日：復本位（正三位）。11月18日：許本座
- 仁安2年（1167年） 正月28日：従二位（行幸院賞、臨時）
- 承安2年（1172年） 5月16日：薨去（前権中納言従二位）

## 系譜
注記のないものは『尊卑分脈』による。
- 父：源師時
- 母：源師忠の娘
- 妻：石清水別当光清の娘（紀家子?）
  - 男子：源雅仲
- 生母不明の子女
  - 女子：八条院六条